# لئونارد اسمیت
لئونارد اسمیت (به انگلیسی: Leonard Smith) فیلمبردار آمریکایی سینمای هالیوود و برنده جایزه اسکار بهترین فیلمبرداری سال ۱۹۴۶

## فیلم‌شناسی
- شجاعت لسی (۱۹۴۶)